# Juan Tomás de Boxadors
Juan Tomás de Boxadors y Sureda de San Martín (Barcelona, 3 de abril de 1703 - Roma, 16 de dezembro de 1780) foi um religioso da Espanha. De família aristocrática e nobre, relacionada com a Casa de Áustria, o seu pai foi Juan Antonio de Boxadors y de Pinós (conde de Savallá y Peralada).
Na sua juventude, serviu em navios da marinha austríaca e em 1729, entrou na Academia De Letras de Barcelona. Entrou na Ordem dos Pregadores em 1734, eleito provincial de Espanha em 1746 e Mestre Geral em 1756.
Tomista, escreveu um ensaio com o título De renovanda et defendenda doctrina sancti Thomae (1757) que teve larga difusão e impacto nos estudos dominicanos. Escreveu ainda um livro de poesia em língua catalã Soliloqui com base em técnicas barrocas.
Nomeado Cardeal no consistório de 13 de Novembro de 1775 por Pio VI, obteve uma dispensa para se manter como Mestre Geral, sendo apenas substituído em tais funções em 1777.
Faleceu em Roma, a 16 de Dezembro de 1780.